# 船橋市立法田中学校
船橋市立法田中学校（ふなばししりつほうだちゅうがっこう）は、千葉県船橋市藤原にある公立中学校。通称は、「法田（ほうだ）」又は「法田中（ほうだちゅう）」である。

## 概要

### 特色
吹奏楽部は、全日本マーチングコンテスト中学の部やマーチング&バトンステージ全国大会の経験があり、特に全日本マーチングコンテスト中学の部では2005年から3年連続で全国大会に出場した。2005年、2009年には全日本マーチングコンテストで金賞を受賞、2010年には、「銀賞」を受賞した。男子バレーボール部は2009年関東大会出場、2011年には全国大会に出場した。陸上競技部、水泳部なども全国大会出場者が増えている。2010年には、吹奏楽部は東関東マーチングコンテスト金賞を受賞、2年連続の全国大会出場となった。さらに、座奏の面でも、日本管楽合奏コンテスト全国大会に出るなど、活躍している強豪校でもある。
年間30回以上の行事の中での練習は、グラウンド(他組織共同)で練習をしている。
2010年4月21日放送の、日本テレビ系の「笑ってコラえて!」でも紹介された。

### 年表
- 1947年（昭和22年） - 開校

## 学校行事
合唱に力を入れており、合唱祭は毎年船橋の文化ホールで行っている。
修学旅行は長野県や現在は石川県中心に修学旅行を、行っている

## 校歌・校章
作詞 神原克重、作曲 井上武士。

## 学内組織

### クラブ活動
運動部
- 野球部
- サッカー部
- 陸上部
- ソフトボール部
- バスケットボール部(男女別)
- バレーボール部(男女別)
- 剣道部
- 卓球部

文化部
- 吹奏楽部
- 演劇部
- 合唱部

## 学区
- 学区は船橋市の西北端にあり、藤原・丸山地区にある法典小・法典東小・丸山小の3学校区で構成されている[8]。

## 交通
- 東武野田線馬込沢駅下車 徒歩約15分